# Xiji
Der Kreis Xiji (西吉县; Pinyin: Xījí Xiàn) ist ein Kreis der bezirksfreien Stadt Guyuan im Autonomen Gebiet Ningxia der Hui-Nationalität in der Volksrepublik China. Er hat eine Fläche von 3.985 km² und zählt 460.000 Einwohner. Sein Hauptort ist die Großgemeinde Jiqiang (吉强镇).
Die Revolutionäre Stätte von Jiangtaibao (Jiangtaibao geming jiuzhi 将台堡革命旧址), wo sich die Truppen der Vierten, Zweiten und Ersten Frontarmee am 22. Oktober 1936 vereinten und damit den Lange Marsch beendeten, steht seit 2006 auf der Liste der Denkmäler der Volksrepublik China (6-1076).